# Štadión TJ Veľké Leváre
Štadión TJ Veľké Leváre – stadion piłkarski w miejscowości Veľké Leváre, na Słowacji. Obiekt może pomieścić 1500 widzów. Swoje spotkania rozgrywają na nim piłkarze klubu TJ Veľké Leváre. W sezonie 2002/2003 stadion gościł mecze słowackiej II ligi z udziałem tego zespołu.